# O Pássaro de Fogo

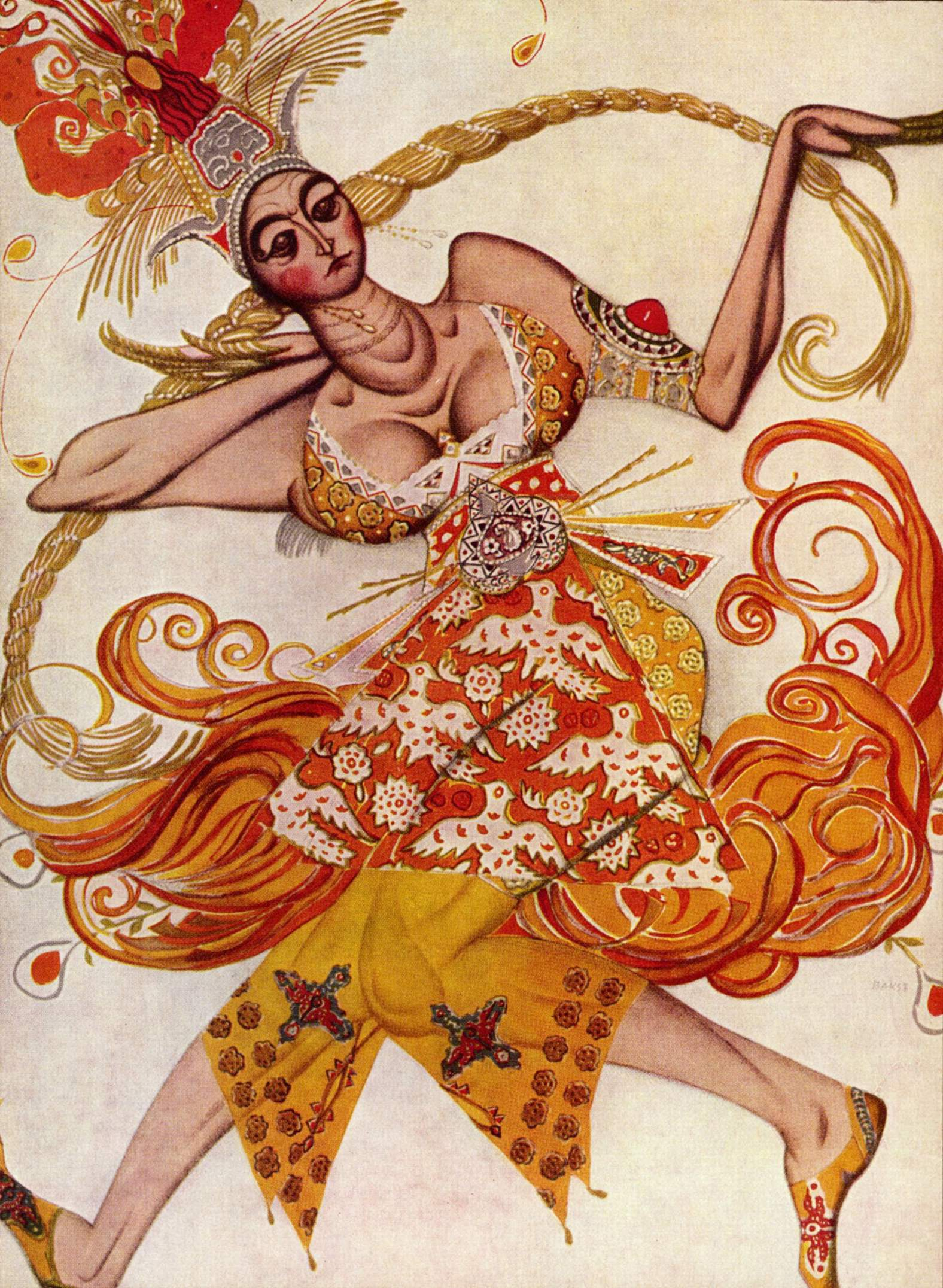
Figurino de Léon Bakst para O Pássaro de Fogo, 1910.

L'Oiseau de feu (em português: O Pássaro de Fogo; em russo: Жар-птица) é um balé de Igor Stravinsky de 1910 baseado nos contos populares russos sobre o pássaro mágico brilhante (ver Pássaro de Fogo) que é tanto uma bênção como uma perdição para o seu captor.
A música foi pela primeira vez apresentada como ballet pelos Ballets Russes de Sergei Diaghilev, a primeira das suas produções feita com música especialmente composta para a companhia. O ballet tem significado histórico por ser a peça que deu a Stravinsky o primeiro grande êxito, e por ter sido o início de uma colaboração entre Diaghilev e Stravinsky de que iria também resultar Petrushka e Le Sacre du Printemps.

## Sinopse
O ballet de Stravinsky centra na jornada de seu herói, o príncipe Ivan, que entra no reino mágico de Katschei, o Imortal. Todos os objetos e criaturas mágicas de Katschei são representadas por um motivo cromático descendente, geralmente nas cordas. Enquanto passeia no jardim, Ivan vê e persegue o Pássaro de Fogo. Este, uma vez capturado por Ivan, implora por sua vida e finalmente concorda em ajudar Ivan em troca da liberdade, no futuro.
Em seguida, o príncipe Ivan vê treze princesas, pelas quais se apaixona. No dia seguinte, Ivan decide enfrentar Katschei para pedir para casar com uma das princesas; Os dois conversam e finalmente começam a brigar. Quando Katschei envia suas criaturas mágicas ao encontro de Ivan, o Pássaro de Fogo, fiel à sua promessa, intervém, enfeitiçando as criaturas e fazendo-as dançar a elaborada e enérgica "Dança Infernal". As criaturas e Katschei em seguida adormecem. No entanto, Katschei desperta e é morto pelo Pássaro de Fogo. Com Katschei morto e sua magia quebrada, as criaturas e o palácio desaparecem, e todos os seres humanos "verdadeiros" (incluindo as princesas) despertam e, com uma última aparição fugaz do Pássaro de Fogo, comemoram a vitória.
O capítulo do desenho animado Fantasia 2000 baseado em peça de Stravinsky tem uma abordagem independente, contando a história de uma duende da primavera e seu companheiro, um alce. Depois de um longo inverno, Sprite tenta restaurar a vida de uma floresta, mas acidentalmente desperta o espírito do Pássaro de Fogo, em um vulcão próximo. Irritado, o Pássaro de Fogo começa a destruir a floresta e a duende. Ela retorna à vida após a destruição, e a vida da floresta renasce com ela. O capítulo Pássaro de Fogo dessa animação é considerado um exercício no tema de vida-morte-renascimento das divindades. O retrato de um Pássaro de Fogo como um violento espírito vulcânico flamejante não está relacionado com o tema original de Stravinsky.
O trabalho de Stravinsky exerceu grande influência na música, ultrapassando os limites da chamada música clássica ou erudita. Ao longo da sua carreira, o grupo de rock progressivo Yes abriu quase todos os espetáculos ao vivo com excertos da suíte do Pássaro de Fogo (é utilizada até hoje), e sua canção "Gates of Delirium", de 1974, é altamente influenciada pelas ideias musicais pioneiras de Stravinsky.